# Реституція
Реститу́ція (лат. restitutio) — поновлення порушених майнових прав, приведення їх до стану, що існував на момент вчинення дії, якою заподіяно шкоди, тобто повернення або відновлення матеріальних цінностей у натурі — тих же самих, або подібних, або речей такої самої вартості. Якщо їх неможливо повернути у натурі, то відшкодовується їхня вартість у грошах. Інститут реституції застосовується у цивільному праві щодо недійсних угод.
Автори альтернативного проєкту Кримінального кодексу України («київський» проєкт, на відміну від «харківського» проєкту) запропонували ввести інститут реституції до кримінального законодавства. За задумом авторів проєкту, реституція має призначатися нарівні з основним покаранням за вчинений злочин, яким потерпілому заподіяно матеріальної шкоди.
У міжнародному праві реституцією є повернення за мирним договором майна, неправомірно вилученого під час війни однією державою з території іншої держави.